# Živa (jméno)
Živa je slovanské jméno, původem jméno slovanské bohyně plodnosti a života Živy.
Jmeniny v českém i slovenském přiřazení jmen ke dnům gregorianského kalendáře připadají na 25. října a v polském jmeniny odpovídajícího jména Żywia na 20. října.

## Domácké podoby
Živana, Živanka, Živka, Živica, Živodarka, Živojka, Živěnka.

## Známé nositelky
- Žywia Castrillo, herečka a publicistka
- Živa Kavka Gobbo
- Ziva Kunda, americká profesorka sociální psychologie
- Živa Majcen, slovinská patofyzioložka
- Živa Rogelj
- Živa Vadnov, slovinská fotomodelka
- Žywia Wojnar, polská vědkyně
- Živa Zdolšek, slovinská politička